# Liste de temples et monastères bouddhiques en Chine

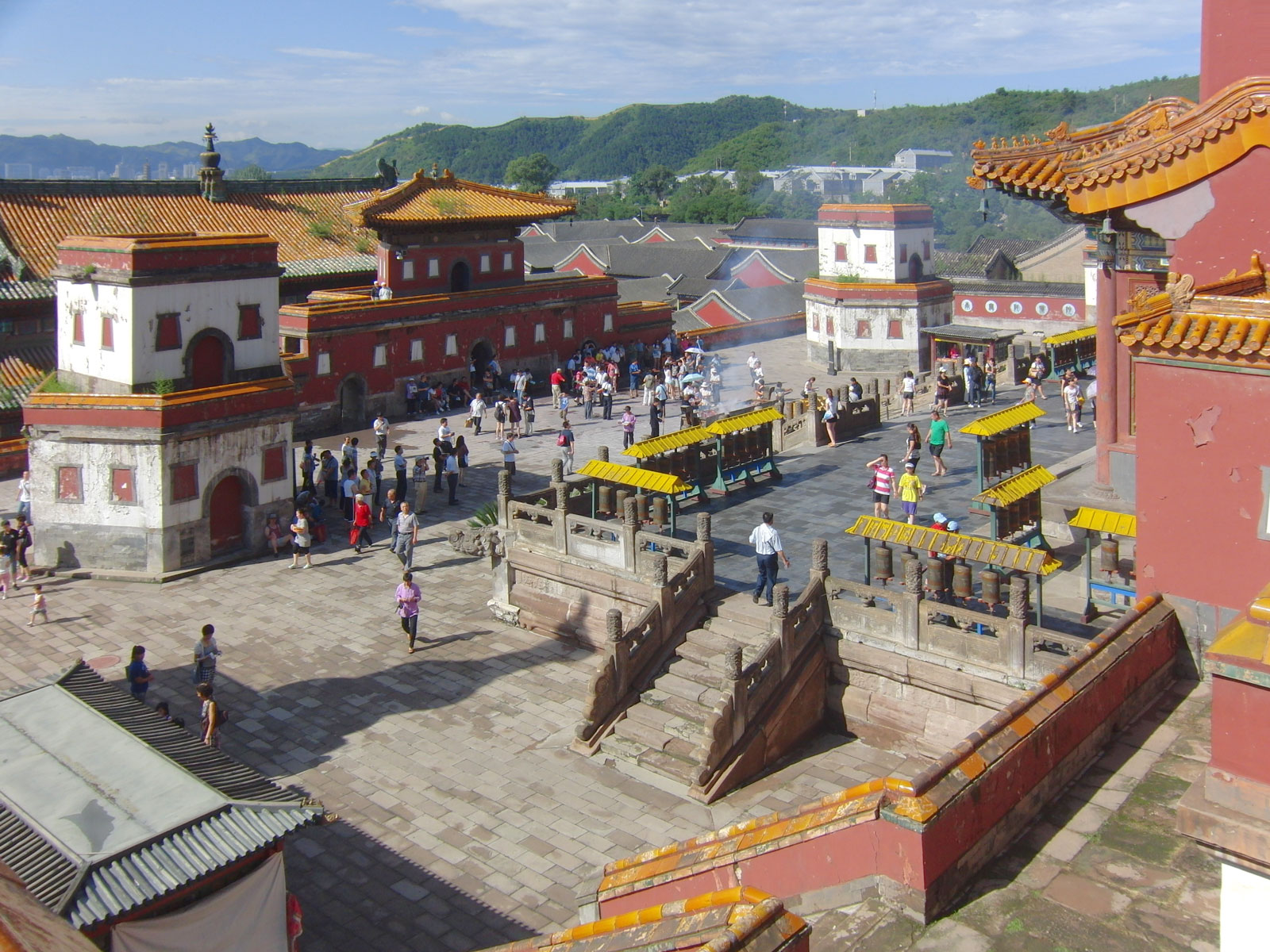
Aspect du temple de Puning (Hebei) en 2011.

Cette liste de temples bouddhistes en Chine est classée par ordre alphabétique du nom des provinces, régions autonomes, municipalités et  régions administratives spéciales.

## Beijing(Pékin)

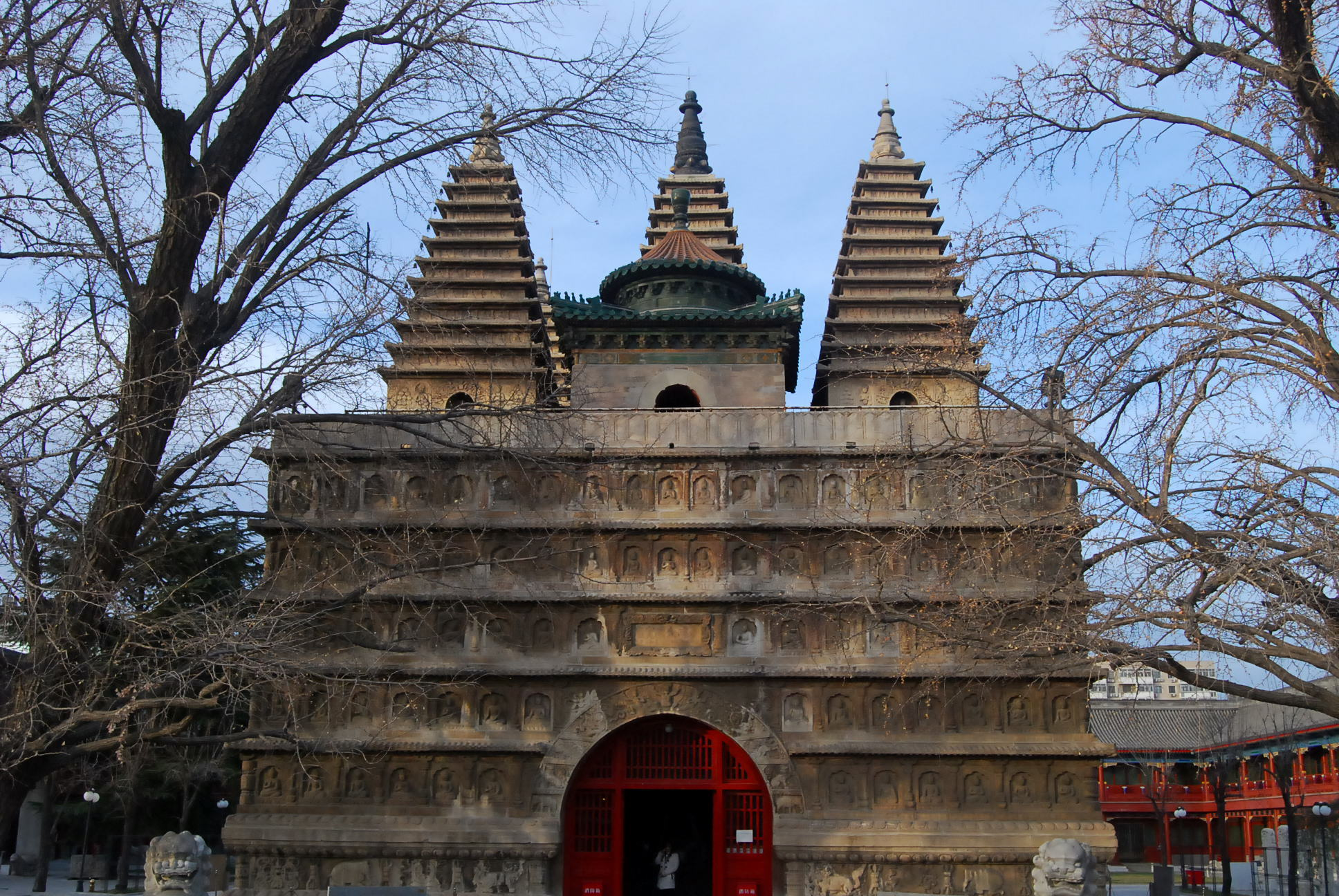
Temple Zhenjue

- Grand temple Baoguo Ciren de Pekin (zh) (大报国慈仁寺)
- Temple Biyun (碧雲寺/碧云寺, bouddhisme han)
- Pagode du temple Cishou (慈寿寺塔)
- Temple Dajue (大覺寺/大觉寺, bouddhisme han)
- Temple de la grosse cloche (大钟寺, bouddhisme han)
- Temple Guangji (广济寺)
- Temple Miaoying (妙应寺, bouddhisme tibétain)
- Temple Jaune de l'Ouest (西黄寺, bouddhisme tibétain)
- Temple Tanzhe (潭柘寺, bouddhisme chan)
- Temple de Tianning (北京天宁寺)
- Temple Wanshou (万寿寺, bouddhisme han)
- Temple de Yonghe (雍和宫, bouddhisme tibétain)
- Temple de Yunju (en) (云居寺, bouddhisme han)
- Temple Zhenjue (真觉寺, bouddhisme tibétain)

## Fujian
- Temple Kaiyuan (zh) (开元寺), à Fuzhou
- Temple Kaiyuan (开元寺), à Quanzhou

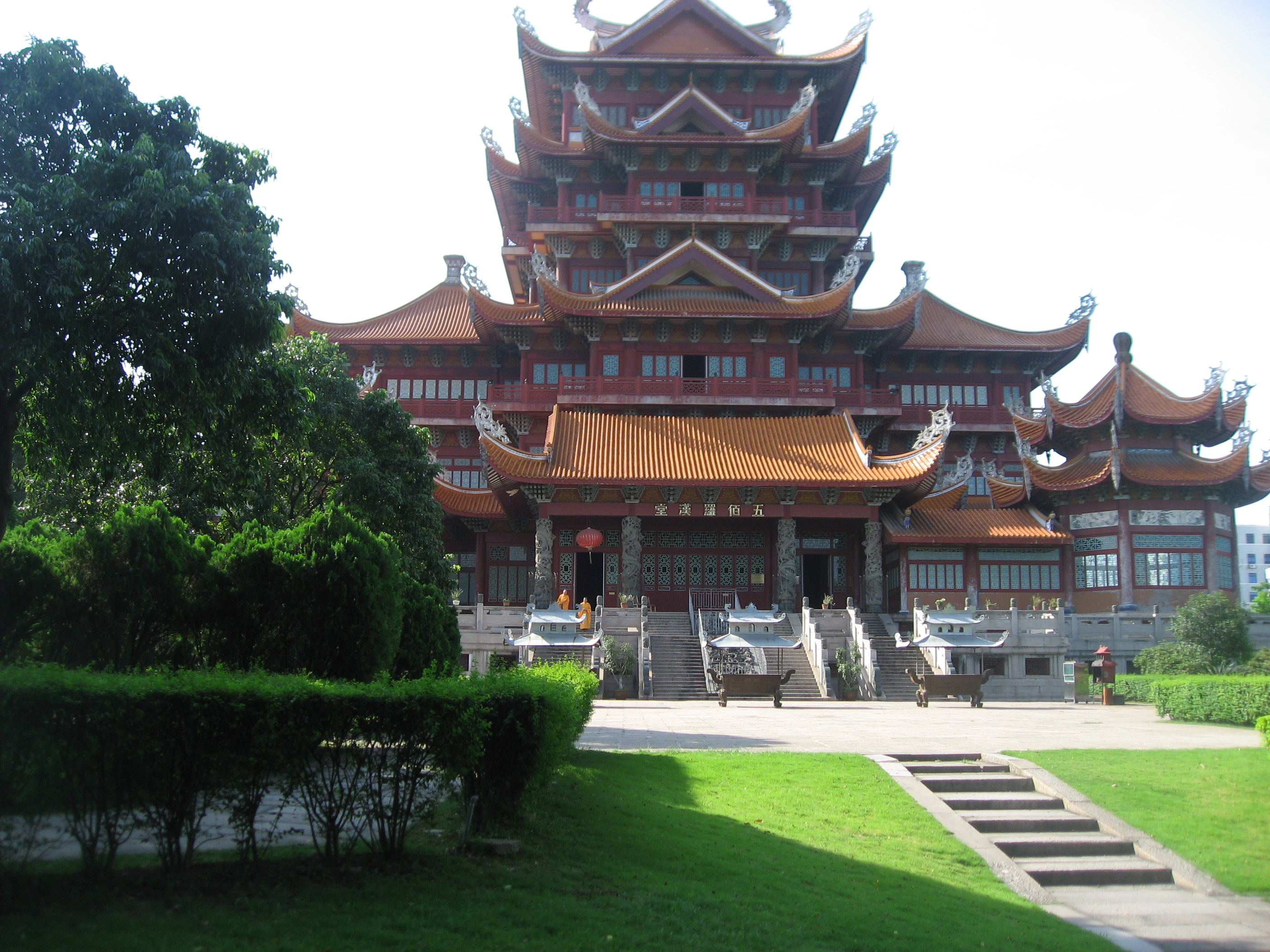
temple Xichan

- Temple Linquanyuan (林泉院), à Putian (bouddhisme chan)
- Temple Putuo du Sud (en) (南普陀寺) à Xiamen (bouddhisme han)
- Temple Wanfu 万福寺, à Fuqing, Fuzhou
- temple Xichan (西禅寺), à Fuzhou (bouddhisme chan)

## Gansu
- Temple Bingling (炳灵寺), Xian de Yongjing

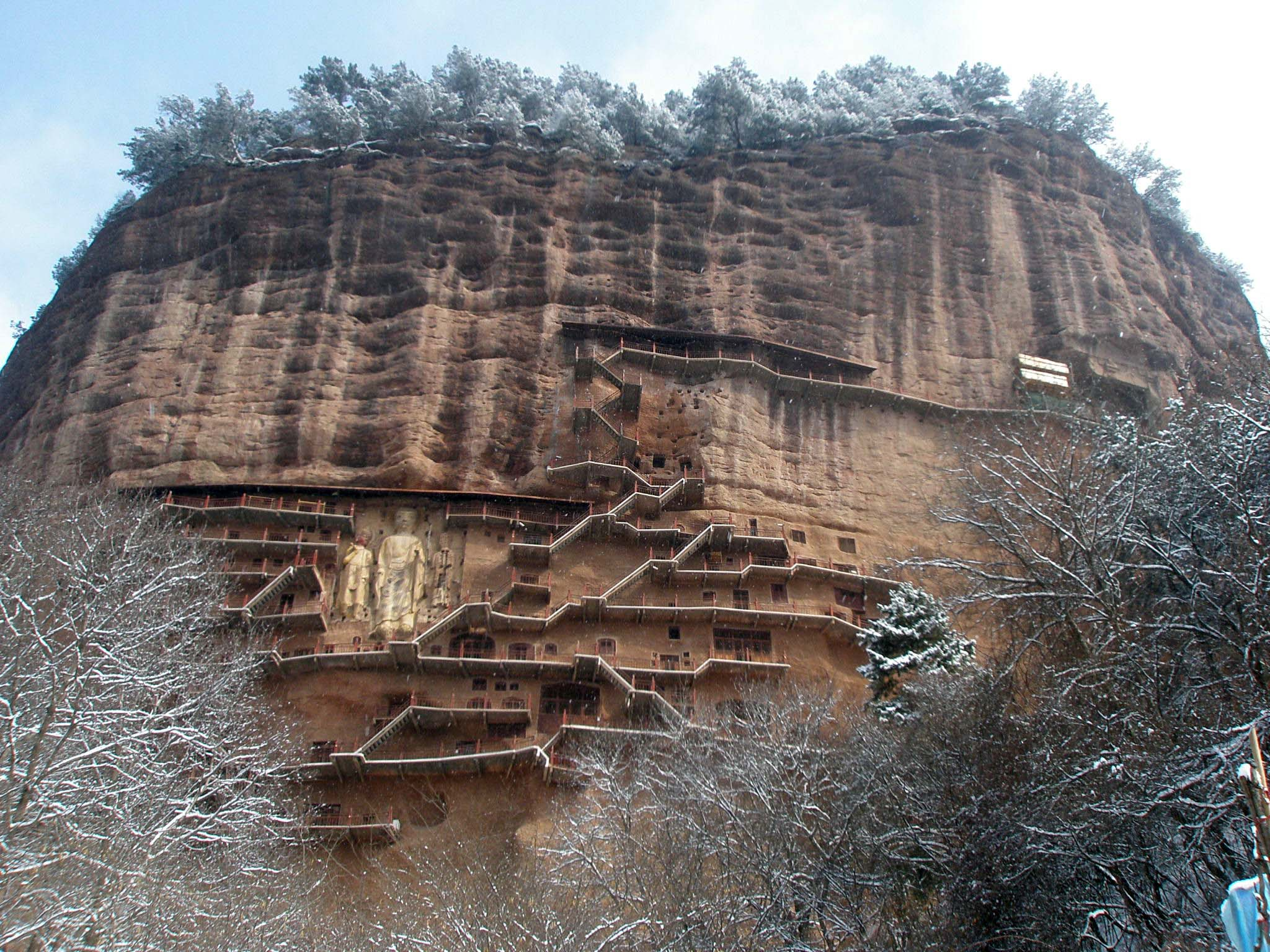
Mont Maiji

- Temple du Grand Bouddha (张掖大佛寺), Zhangye (bouddhisme chan)
- Temple Huyin (zh) (潮音寺), Linxia
- grottes de Maiji shan  (麦积山/麥積山), Tianshui
- Grottes de Mogao (莫高窟), Dunhuang
- Temple Ruilian, Tianshui
- Monastère Xilai, Zhangye (Bouddhisme tibétain et chan)
- Temple Xingguo (zh)) (兴国寺/興國寺), Xian de Qin'an

## Guangdong
- Temple des six banians (六榕寺), Guangzhou (Canton)
- Temple Guangxiao (Guangzhou)  (光孝寺), Guangzhou
- Temple Hongfa (弘法寺), Shenzhen
- Pagode du temple Liurong (zh) (六榕寺塔) à Guangzhou
- Hall de Guanyin (观音殿) sur le mont Pingan, à Baitang (zh) (柏塘镇), municipalité de Huizhou
- Temple Kaiyuan (开元寺), Chaozhou

## Hebei

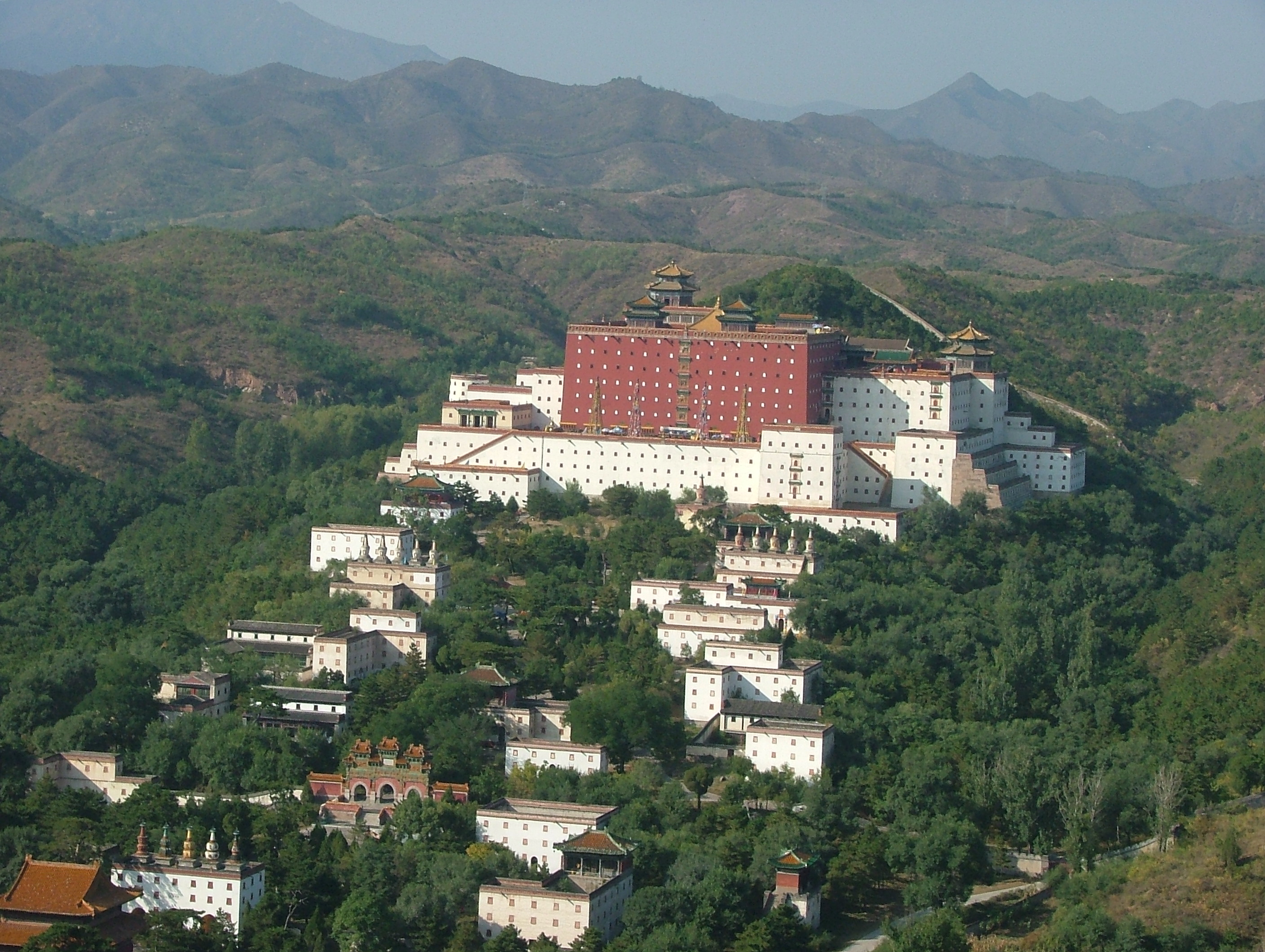
Temple de Putuo Zongcheng

- Pagode Hua du temple Guanghui (广惠寺华塔), xian de Zhengding, à Shijiazhuang
- Temple Kaiyuan (开元寺), à Dingzhou
- Temple Kaiyuan (zh) (开元寺), à Xingtai
- Temple Kaiyuan (zh) (开元寺), à Zhengding
- Temple de Puning (普宁寺, bouddhisme tibétain)
- Temple de Putuo Zongcheng (普陀宗乘之庙, bouddhisme tibétain)
- Temple Yongning (永宁寺), District de Xiahuayuan, Zhangjiakou.

## Henan

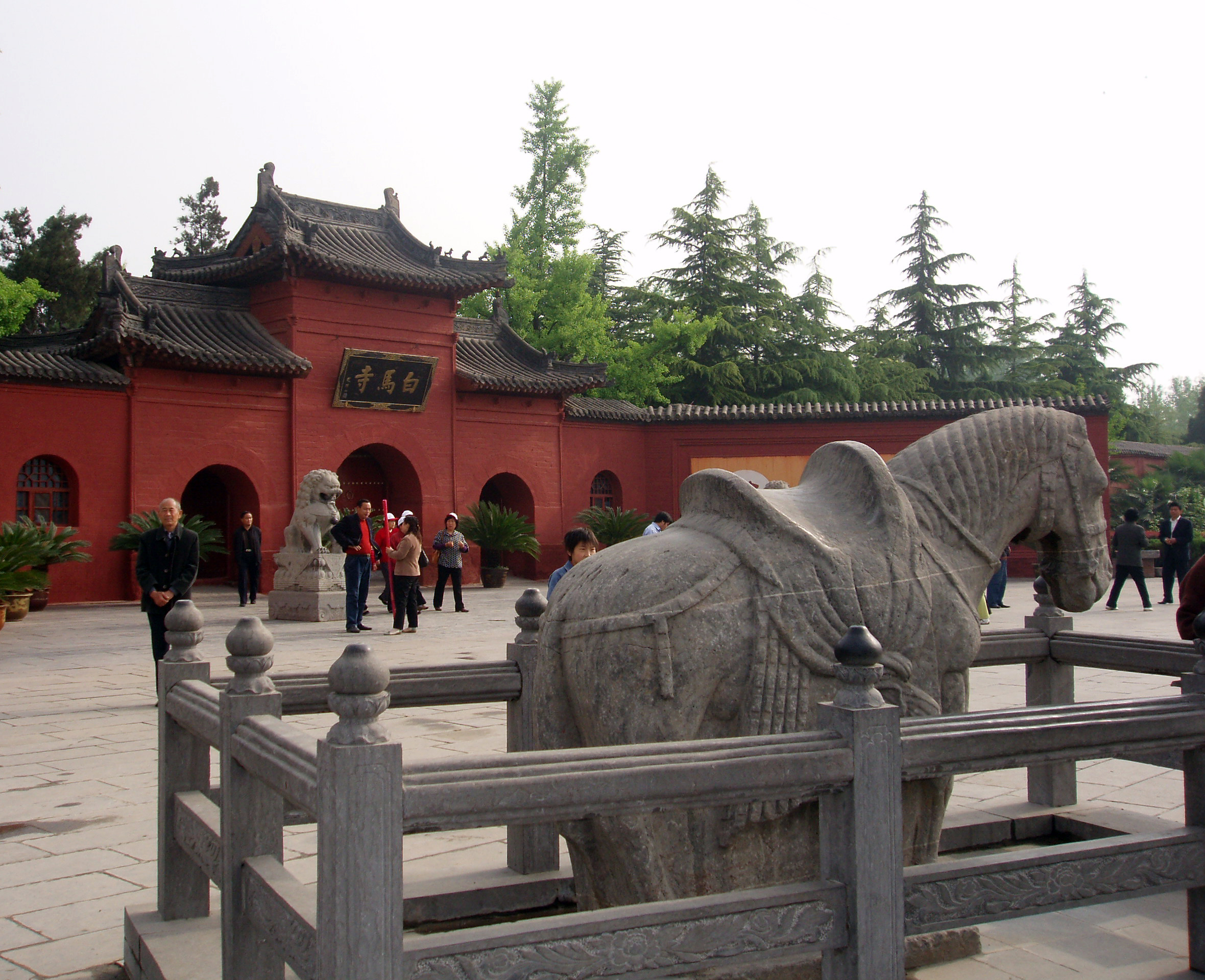
Temple du Cheval blanc

- Temple Fawang (法王寺, bouddhisme chan), à Zhengzhou
- Monastère de Shaolin (少林寺, bouddhisme chan), à Zhengzhou
- Temple de la Montagne parfumée (zh) (香山寺) dans les grottes de Longmen (龙门石窟), bouddhisme chan), à Luoyang
- Temple du Cheval blanc (白馬寺/白马寺), à Luoyang)
- Temple Youguo (佑國寺/佑国寺), à Kaifeng

## Hong Kong
- Monastère des Dix Mille Bouddhas
- Temple Man Mo
- Monastère de Po Lin

## Hubei
- Pagode Wanshoubao (万寿宝塔), à Jingzhou
- Temple Baotong (zh) (宝通寺 ou 宝通神寺), à Wuhan
- Temple Guiyuan (归元神寺), à Wuhan

## Hunan
- Temple Puji (普济寺/普濟寺), Ningxiang
- Temple Shangliu (上流寺), Ningxiang
- Temple Puguang (zh) (普光禅寺) (Zhangjiajie)
- Temple du mont Tianmen (zh) (天门山寺) (Zhangjiajie)

## Jiangsu
- Pagode de la colline du tigre (虎丘塔), à Suzhou
- Temple Longchang (隆昌寺), à Zhenjiang
- Temple Jiangtianchan (zh) (江天禅寺), à Zhenjiang

## Jiangxi
- Temple Zhenru (真如寺, Xian de Yongxiu à Jiujiang, dynastie Tang)
- Temple Yongfu (zh) (永福寺塔, à Shangrao, dynastie Song)

## Jilin
- Ancien temple de Guanyin, Jilin (Jilin), 1753, bouddhisme han.

## Liaoning
- Temple Guangji (广济寺) à Jinzhou

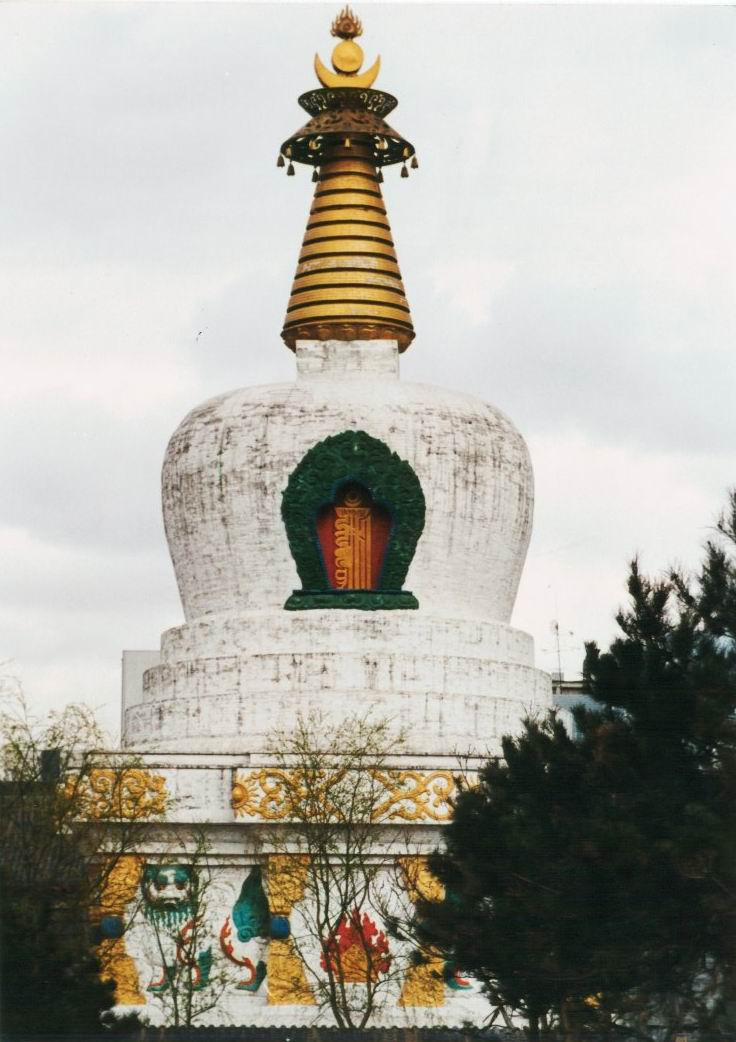
Chörten du temple Huguo Falun

- Temple Huguo Falun (广济寺) à Shenyang (bouddhisme tibétain)

## Macao
- Temple de Kun Iam Tong (普濟禪院)

## Mongolie-Intérieure
- Temple des cinq pagodes (Hohhot)
- Temple Dazhao et Temple Xiaozhao (Hohhot, bouddhisme tibétain)
- Temple Guangzong  (Bannière gauche d'Alxa)
- Temple Huifeng (zh) (慧丰寺) (Bannière centrale gauche de Horqin)
- Temple de Maitreya (Baotou)
- Temple Puhui (zh) (Ulan Hot)
- Temple de Yanfu (Ligue d'Alxa), (ligue d'Alxa, bouddhisme tibétain)
- Lamaserie Wudang, district de Shiguai (Baotou)
- Pagode Wanbu-Huayanjing

## Ningxia

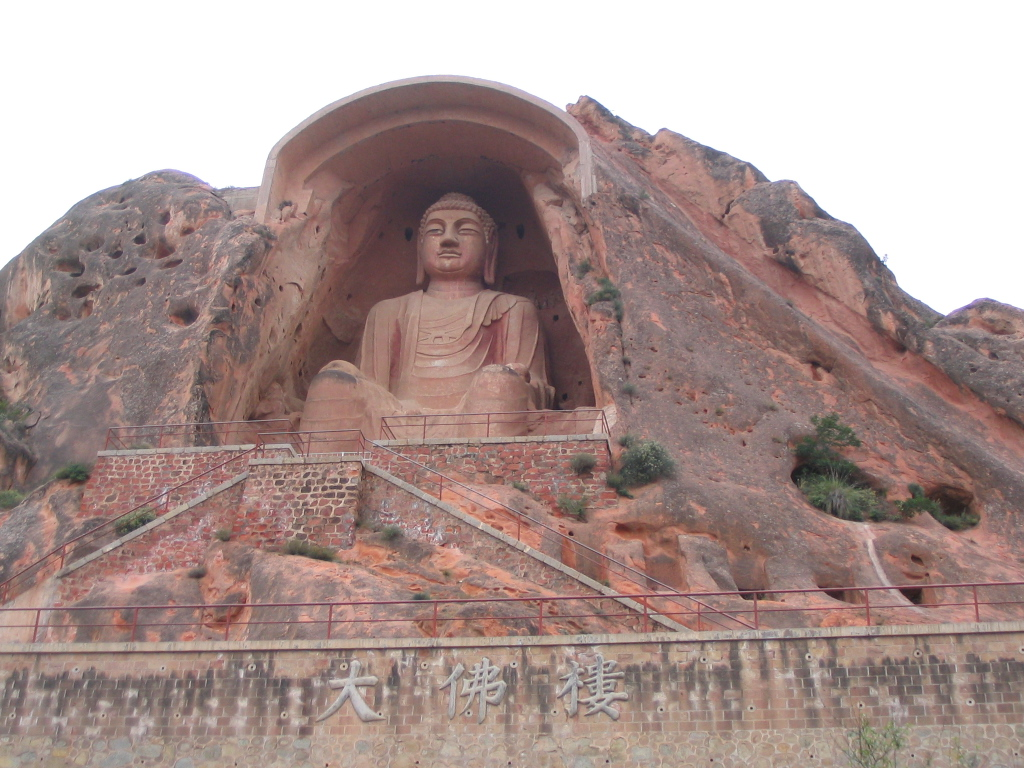
Grottes de Xumishan

- Pagode carrée de Baisikou (拜寺沟方塔), Yinchuan
- Pagodes jumelles de Baisikou (拜寺口双塔), Yinchuan
- Pagode Haibao 海宝塔寺), Yinchuan
- Grottes de Xumishan (须弥山石窟), Guyuan

## Qinghai
- Monastère de Kumbum (Xining, bouddhisme tibétain)

## Shaanxi
- Temple Famen (法门寺), Baoji, Xi'an, bouddhisme chan
- Temple Guangren (广仁寺), Xi'an, bouddhisme tibétain

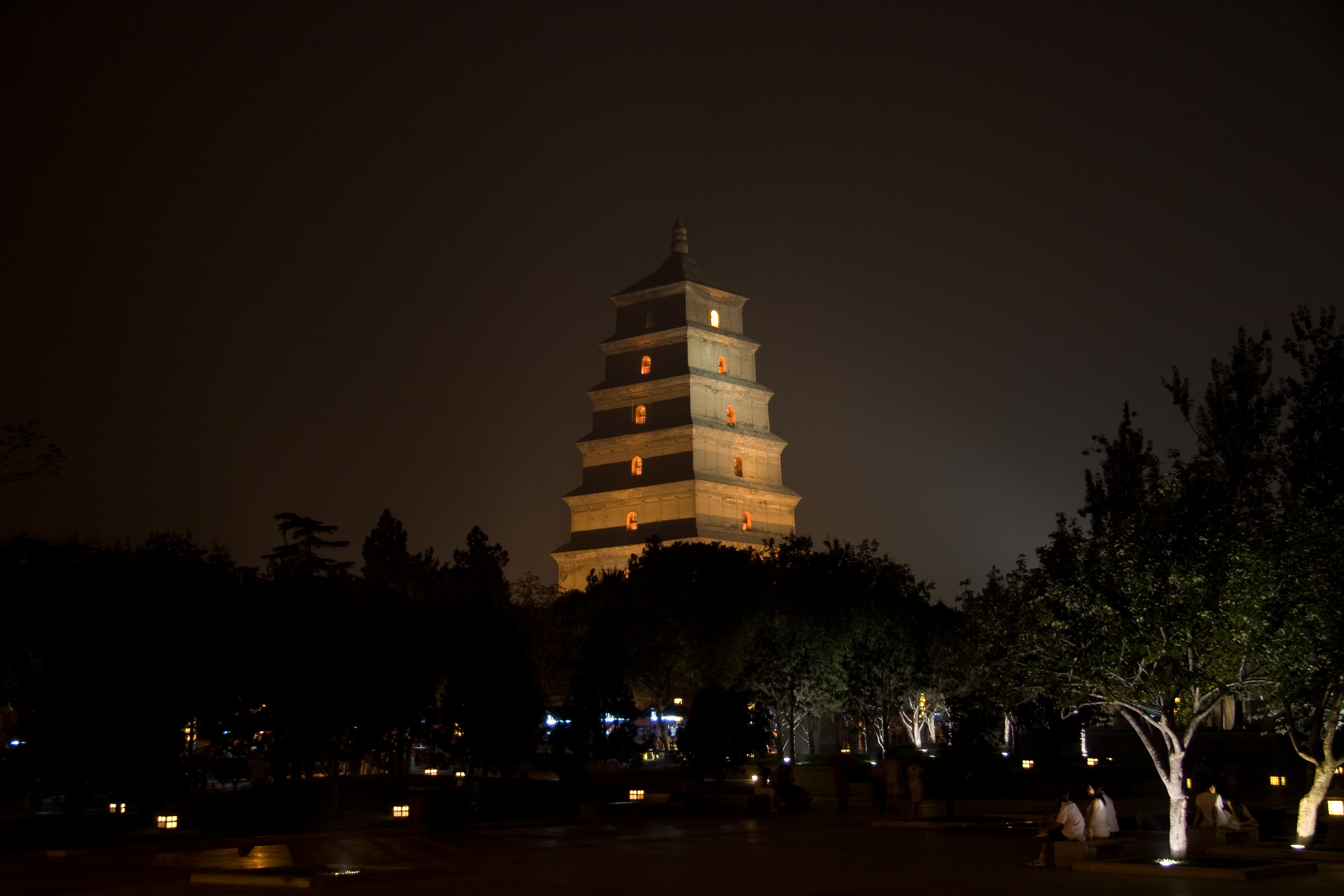
Grande pagode de l'oie sauvage

- Temple Qinglong (青龙寺寺, ou temple du Dragon bleu), Xi'an
- Grande pagode de l'oie sauvage (大雁塔), Xi'an
- Petite pagode de l'oie sauvage (小雁塔), Xi'an

## Shanghai
- Temple Baoguo de Shanghai (zh) (报国寺)
- Temple du Bouddha de jade
- Temple de Jing'an
- Temple de Qibao à Qibao
- pagode du temple Xingshengjiao (兴圣教寺塔), district de Songjiang

## Shanxi

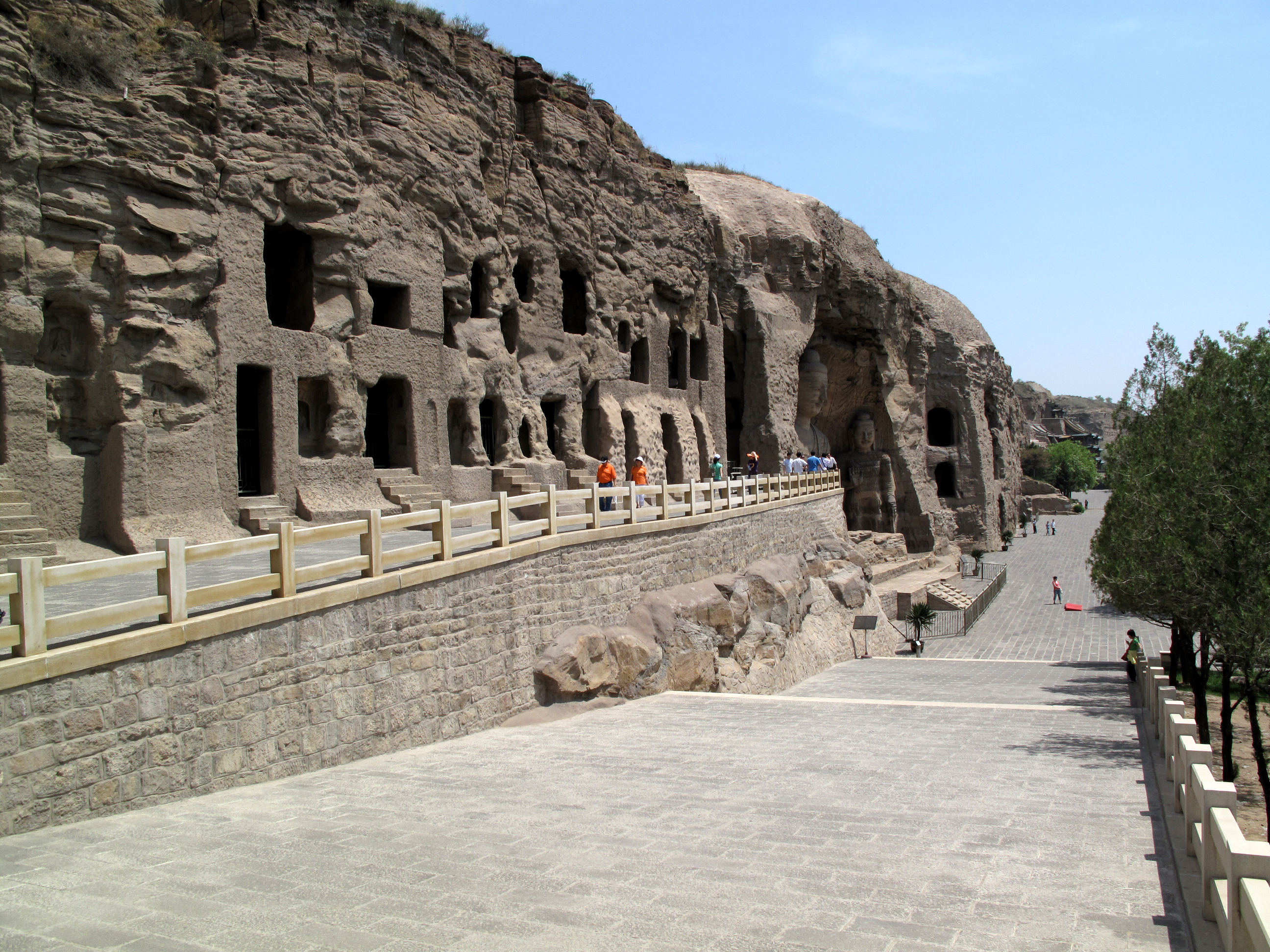
Un aspect des grottes de Yungang (2009).

- Chörten du roi Ayu (代县阿育王塔), Xian de Dai (bouddhisme tibétain)
- Pagode Sakyamuni du temple Fogong (ou Pagode de Yingxian, 佛宫寺释迦塔)
- Mont Wutai (五台山) : 41 édifices bouddhistes (tibétains, hans et mélange des deux)[1]. Parmi lesquels, le Temple Qixian
- Grottes de Yungang (云冈石窟) à Datong
- Grottes de la montagne Tianlong à Taiyuan
- Temple de Chongshan à Taiyuan
- Temple Jindeng (金灯寺) à Pingshun
- Temple de Shuanglin (双林寺), Pingyao
- Temple Wubian (天龙山石窟), Taigu
- Monastère suspendu Xuankong (悬空寺), près de Datong

## Sichuan

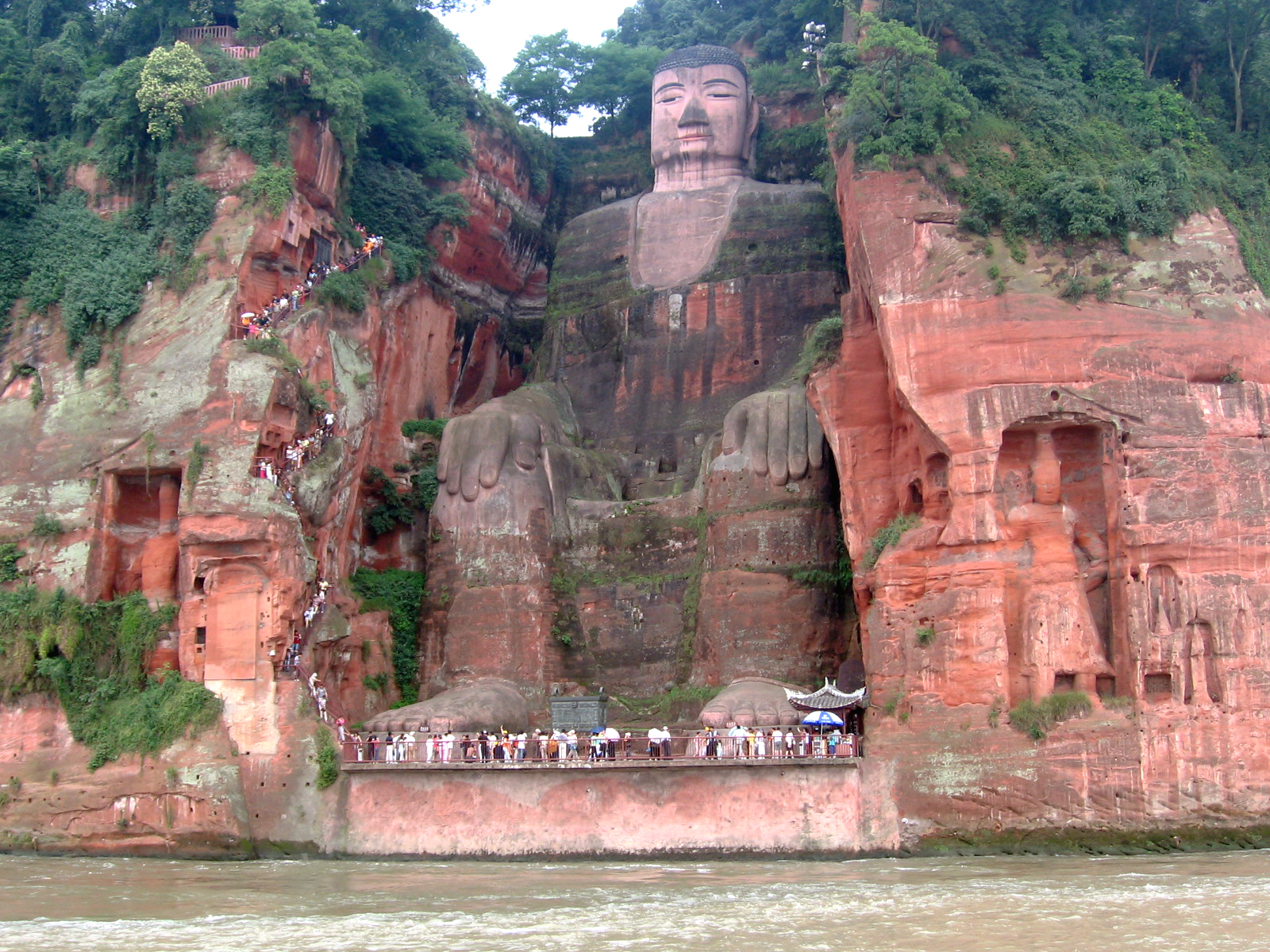
Grand Bouddha de Leshan

- Grand Bouddha de Leshan (乐山大佛)
- Site des Sculptures rupestres de Dazu (大足石刻)
- Mont Emei (峨眉山) : Temple du sommet Wanfo (万佛寺), différents temples du Sommet d'or ou Jinding (金顶, temples bouddhistes chan et tibétain), Temple Baoguo (mont Emei) (报国寺).

## Tianjin
- Temple Dule (独乐寺/獨樂寺)
- Temple de la Grande Compassion (大悲院)

## Région autonome duXinjiang

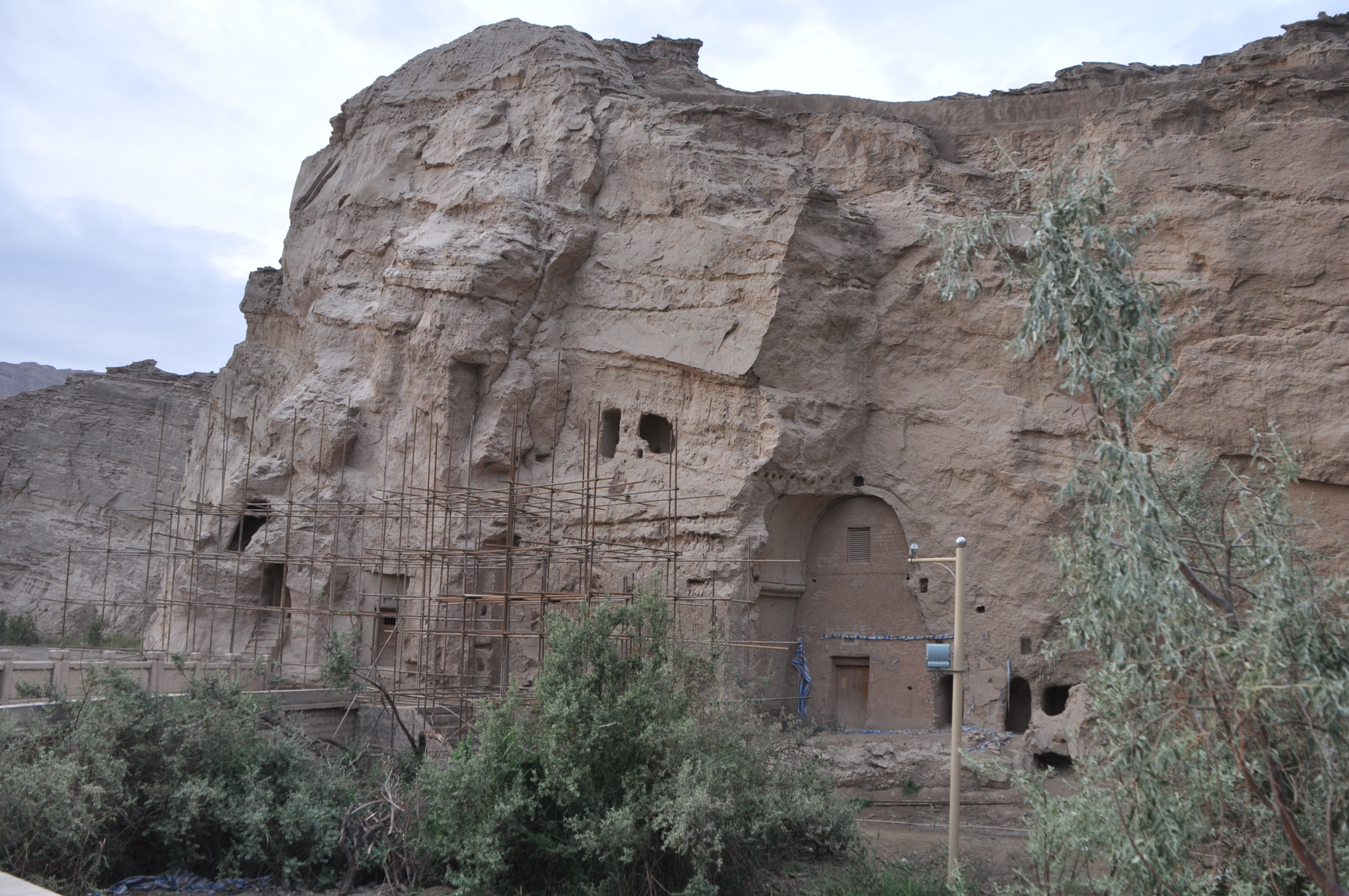
Grottes de Kumtura

- Gaochang (高昌), cité bouddhique hunnique du IIe siècle av. J.-C..
- Ruines de Jiaohe (交河故城), dynastie Tang
- Grottes de Kumtura (库木吐喇千佛洞,

## Yunnan

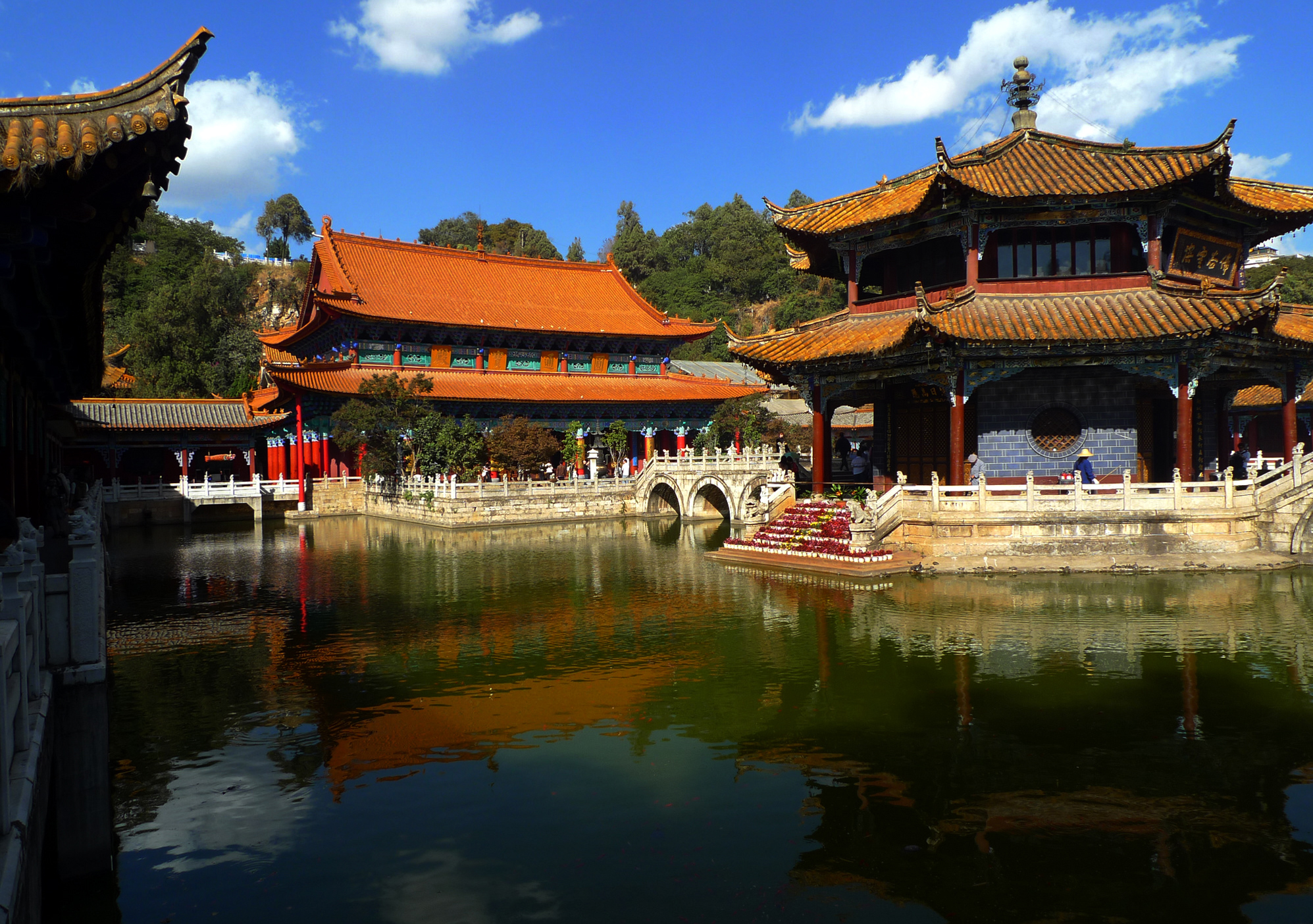
Temple de Yuandong

- Pagode de diamant (妙湛寺金刚塔) du temple Miaozhan (zh), Kunming, bouddhisme chan
- Temple manduanfo (zh) (曼短佛寺), Jinghong, bouddhisme theravada
- Pagode Manfeilong (曼飞龙塔), Jinghong, bouddhisme theravada
- Temple Caoxi de Anning (曹溪寺), Anning (Kunming), bouddhisme chan
- Temple Chongsheng (崇圣寺), Dali (bouddhisme bai)
- Temple Zong (zh) (总佛寺), Jinghong, bouddhisme theravada)
- Temple de Jinghong, Xishuangbanna, bouddhisme theravada
- Temple de Yuantong (昆明圆通寺), Kunming, bouddhisme chan

## Zhejiang
- Temple Guoqing (国清寺), Taizhou

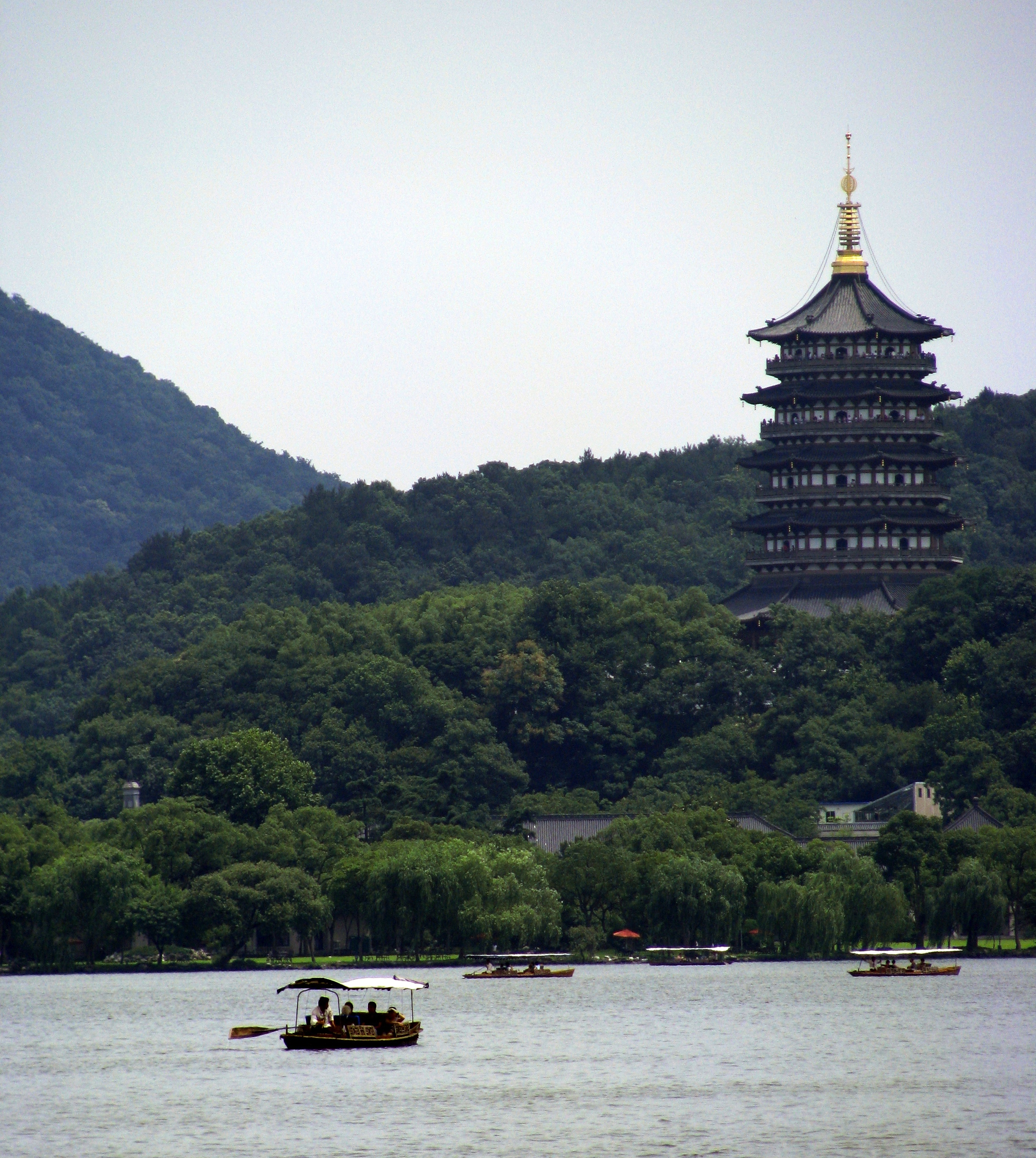
Pagode de Leifeng

- Temple Huguo (护国寺), Wenzhou (école Linji du bouddhisme chan)
- Temple Jiangxin (江心寺), Wenzhou
- Pagode de Leifeng (雷峰塔), Hangzhou
- Temple de Lingyin (灵隐寺), Hangzhou
- Temple Baoguo (Zhejiang) (保国寺), Ningbo